# Vevér Emil
Vevér Emil (Pered, 1888. november 2. - Pápa, 1960. március 10.) tanár, levéltáros.

## Élete
A Pancsovai Magyar Királyi Állami Főgimnáziumban végezte középiskolai tanulmányait, majd 1907-ben az Egri Katolikus Főgimnáziumban érettségizett. A bécsi Pázmáneumban, majd 1913-ban a Budapesti Tudományegyetemen történelem–latin-magyar szakos tanári oklevelet és doktori diplomát kapott. 1912-től helyettes tanár, 1916-tól rendes tanár Szilágysomlyón. 1919-1923 között a szilágysomlyói Tóth Andrásnál csizmadiamesterséget tanult, majd vitt. 1923–1925 között a budatétényi gimnáziumban tanár, s levizsgázván 1925-től 1948-ig Veszprém vármegye főlevéltárosa, vezetője volt. 1945 tavaszán, gondatlanságból a levéltár leégett, ami egészségére is súlyos csapást mért. A nyugdíjba vonulásáig azonban még kemény munkát végzett a levéltár újraszervezésében és alapleltár készítésében.
A pápai Alsóvárosi temetőben nyugszik. A Magyar Könyvtárosok és Levéltárosok Egyesületének választmányi tagja volt.

## Művei
A Levéltári Közleményekbe írt recenziókat. A Dunántúli Szemle Veszprém vármegyei szerkesztőbizottságának tagja.
- 1937 1848. március idusa Veszprém vármegyében. Veszprémi Hírlap 1937/10
- 1998 1848. március idusa Veszprém vármegyében. Veszprém Megyei Honismereti Tanulmányok XVIII, 9-11
- A veszprémi káptalan magánlevéltára. Veszprém (Kézirat - Levéltári segédlet)